# Morońka
Morońka (1021 m) lub Muronka – szczyt w Paśmie Baraniej Góry w Beskidzie Śląskim. Wraz ze szczytem Ostre znajduje się w grzbiecie odchodzącym ku północy i północnemu wschodowi od Magurki Radziechowskiej i rozdzielającym doliny potoków: Leśnianki na północnym zachodzie i Twardorzeczki na południowym wschodzie. Administracyjnie znajduje się w obrębie wsi Ostre w województwie śląskim, w powiecie żywieckim, w gminie Lipowa.
Pierwotnie masyw Morońki był w całości porośnięty lasem. Z czasem w jej masywie, głównie wzdłuż grzbietu biegnącego ku północnemu wschodowi, w stronę szczytu Ostrego, wytrzebiono kilka polan pasterskich. Według badań Ludomira Sawickiego w 1914 r. na szałasie Muronka pasło się 79 owiec i 5 krów. Obecnie pasterstwo tu nie istnieje, a lasy przetrzebione są wielkimi, częściowo już zarastającymi wyrębami.
W kilku miejscach pod grzbietem i na stokach góry wychodnie skalne gruboławicowych piaskowców, należących do górnych warstw godulskich. Najcenniejszy przyrodniczo fragment południowo-wschodnich stoków Muronki, opadających ku dolinie Twardorzeczki, obejmujący pas wychodni i las rumowiskowy u ich podstawy, chroniony jest w rezerwacie przyrody „Kuźnie”.

## Szlaki turystyczne
Od strony zachodniej trawersują szczyt biegnące wzdłuż wspomnianego grzbietu znaki zielonego szlaku turystycznego z Ostrego na Magurkę Radziechowską.
 Ostre, hotel „Zimnik” – Ostre, kościół – Ostre, szczyt – Muronka – Magurka Radziechowska. Czas przejścia 2:40 godz., suma podejść 590 m, z powrotem 1:40 godz.